# 989 Schwassmannia
A 989 Schwassmannia (ideiglenes jelöléssel 1922 MW) a Naprendszer kisbolygóövében található aszteroida. Friedrich Karl Arnold Schwassmann fedezte fel 1922. november 18-án.